# 킹메이커 (2022년 영화)
"킹메이커"는 2022년에 개봉한 대한민국의 영화이다.

## 캐스팅
- 설경구: 김운범 역
- 이선균: 서창대 역
- 유재명: 김영호 역
- 조우진: 이 실장 역
- 박인환: 강인산 역
- 이해영: 이한상 역
- 김성오: 박 비서 역
- 전배수: 이 보좌관 역
- 김종수: 박기수 대통령 역
- 윤경호 : 김경준 부장 역
- 서은수: 수연 역
- 김새벽: 명숙 역
- 배종옥: 이희란 역
- 박형수: 정현 역
- 정우혁: 합동참모총장 역
- 이화룡: 야당의원 역
- 윤세웅: 김운범 비서 역
- 허동원: 이한상의 비서 역
- 진선규: 오프닝 농부 역 (우정출연)

## 수상 목록
- 2022년 제58회 백상예술대상 영화부문 감독상 (변성현 감독)
- 2022년 제58회 백상예술대상 영화부문 남자 최우수연기상 (설경구)
- 2022년 제58회 백상예술대상 영화부문 남자 조연상 (조우진)
- 2022년 제42회 한국영화평론가협회상 남우조연상 (조우진)
- 2022년 제42회 한국영화평론가협회상 영평 10선
- 2022년 제43회 청룡영화상 미술상 (한아름)
- 2022년 제58회 대종상 감독상 (변성현)